# مفنی‌توئین
مفنی‌توئین (انگلیسی: Mephenytoin) یک هیدانتوئین است که گاهی به عنوان یک ضد تشنج به کار می‌رود. این دارو در ۱٪ از بیماران می‌تواند باعث دیس‌کرازی خونی بالقوه کشنده شود.